# Линдквист, Эбба

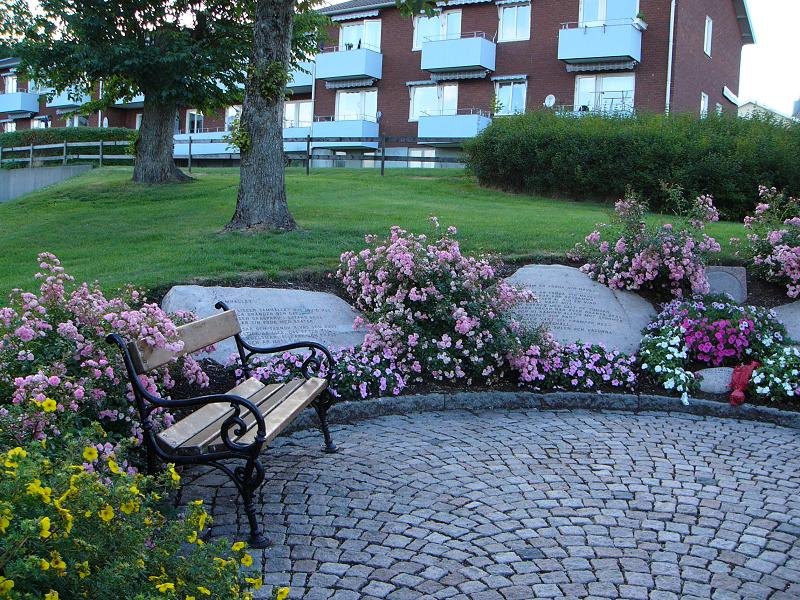
Мемориальная поляна Эббы Линдквист, Греббестад

Эбба Хелфрид Линдквист (швед. Ebba Lindqvist;  7 апреля 1908 года, пригород Оскар Фредрик, Гётеборг, выросла в Греббестад — 5 сентября 1995 года, Варберг, Швеция) — шведская писательница, поэт.

## Биография
Эбба Линдквист родилась 7 апреля 1908 года в пригороде Оскар Фредрик (Oscar Fredrik) города Гётеборг. Детство её прошло в небольшом шведском городке Греббестад. Получила образование со степенью магистра в городе  Уппсале. Работала учителем в Гётеборгской гимназии для девочек. В 1933 году вышла замуж в 1933 году за выпускника бизнес-школы Ивара Галина (Ivar Galéen). Со временем у них родилось трое детей. С 1949 по 1956 год Эбба Линдквист работала литературным обозревателем в издании Göteborgs Handels - och Sjöfartstidning (Гётеборг, газета по торговле и судоходству).  В местечке Греббестад муниципалитета Танум создала мемориальную поляну Ebba Lindqvist's Place .
Литературный дебют Эббы Линдквист состоялся в 1931 году сборником стихов Jord och rymd (Земли и космос). Известность писательнице принесло ее произведение Fiskläge (Рыбацкая деревня, 1939), в котором повествуется о жизни людей архипелага Бохуслен.
В 1939 году Эбба Линдквист с мужем и с двумя детьми переехала в Нью-Йорк. Они не решались оставаться в Швеции в годы Второй Мировой войны, поскольку муж писательницы был еврейского происхождения. Впечатления Линдквист о большом американском городе Нью-Йорке были описаны в 1943 году в ее произведении Манхэттене, в коротком рассказе сборника Vägen till Jeriko (Дорога в Иерихон, 1946). После войны семья переехала обратно в Гётеборг. У них появился третий ребенок. Через несколько лет они вновь покинули Швецию, поскольку мужа послали работать за границу. Семья Линдквист некоторое время жила в Ливане, потом в Найроби. В 1958 году был опубликован сборник стихов Линдквист"Караван" с близневосточными темами.
В 1964 году вышло в свет произведение Линдквист на библейские мотивы — Resa mellan fyra väggar  (Путешествие между четырьмя стенами). Последний сборник стихов Линдквист Mässa för måsar был издан в 1966 году.
Стихотворения Эббы Линдквист были положены на музыку композиторами Йёстой Нюстрёмом (стихотворение Det ENDA), Торстен Сёренсоном (Torsten Sörenson), Аке Херманссоном (Ake Hermansson), Альфредом Янсоном (Alfred Janson), Морисом Каркоффом (Maurice Karkoff), Ларсем Эдлундом (Lars Edlund), Холлингом Холнсом (Hilding Hallnäs), Мартином Бэджем (Martin Bagge) и др.

### Сборники стихов
- Jord och rymd (Земля и космос, 1931)
- Lava  (1933)
- Liv  (Жизнь) (1934)
- Lyrisk dagbok  (Лирический дневник, 1937)
- Fiskläge  (Рыбацкая деревня, 1939)
- Röd klänning  (Красное платье, 1941)
- Manhattan  (1943)
- Labyrint  (Лабиринт, 1949)
- Sången om Fedra  (Песня о Федре, 1952)
- De fåvitska jungfrurna  (1957)
- Karavan  (1958)
- Lökar i november (1963)
- Resa mellan fyra väggar  (Путешествие между четырьмя стенами, 1964)
- Mässa för måsar (1966)

### Сборник рассказов
- Vägen till Jeriko  («Дорога в Иерихон», 1946)

### В соавторстве
- Сборник стихотворений Lyriskt partitur för 4 stämmor, 1987. ISBN 91-85414-63-8.

## Награды и звания
- 1949: премия журнала Нью-Йорк Тид.
- 1970: Премия Беллмана.
- 1970: Премия Ферлин.
- 1970: премия Совета по культуре графства Бохус.
- 1970: премия по культуре (награда Ассоциацией шведских писателей).
- 1986: премия муниципалитета Танум.